# Pawiak
Pawiak (em polaco: pavjak), foi uma prisão construída em 1835 em Varsóvia, Polônia.
Durante a Revolta de Janeiro de 1863, serviu como um acampamento de transferência para os poloneses condenados pela Rússia imperial a deportação para a Sibéria. 
Durante a ocupação alemã da Polónia, na Segunda Guerra Mundial, tornou-se parte do campo de concentração de Varsóvia. Em 1944, foi destruído pelos alemães. 

## Galeria

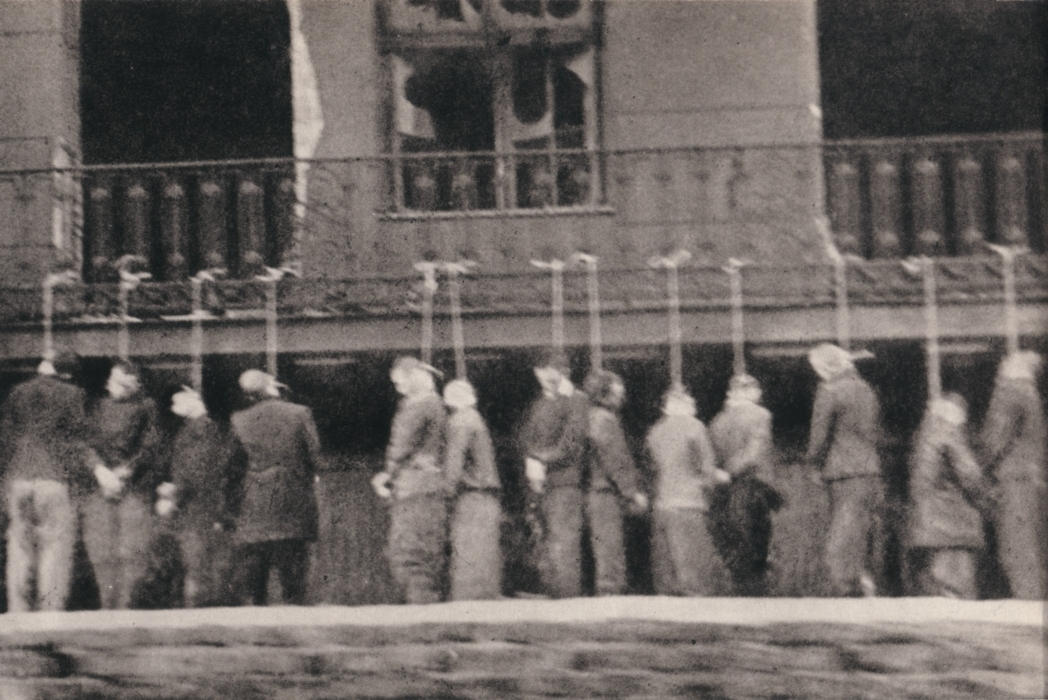
Enforcados na prisão Pawiak pelos alemães em 11 de fevereiro de 1944.
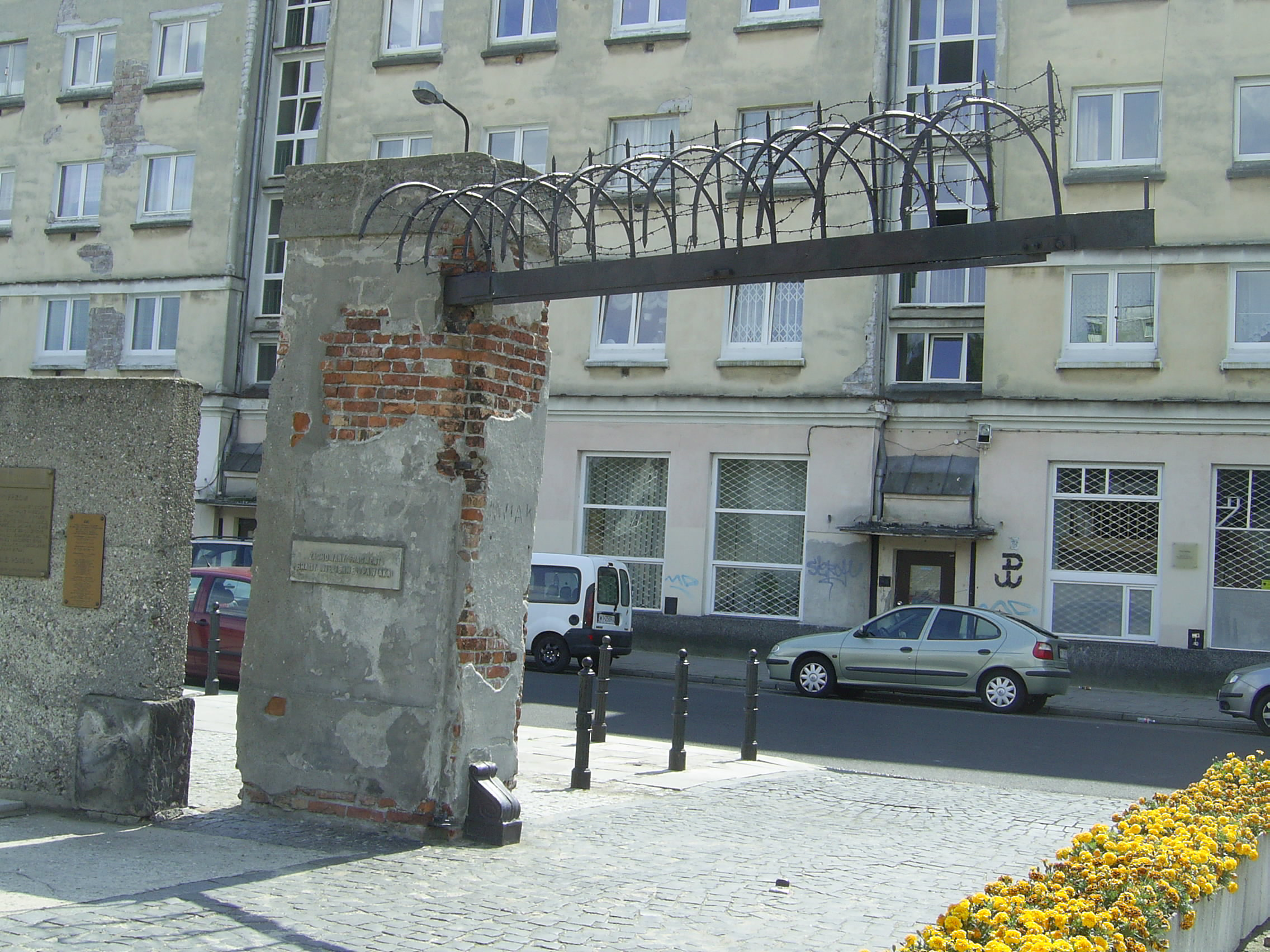
Ruinas da prisão Pawiak, em 2008.
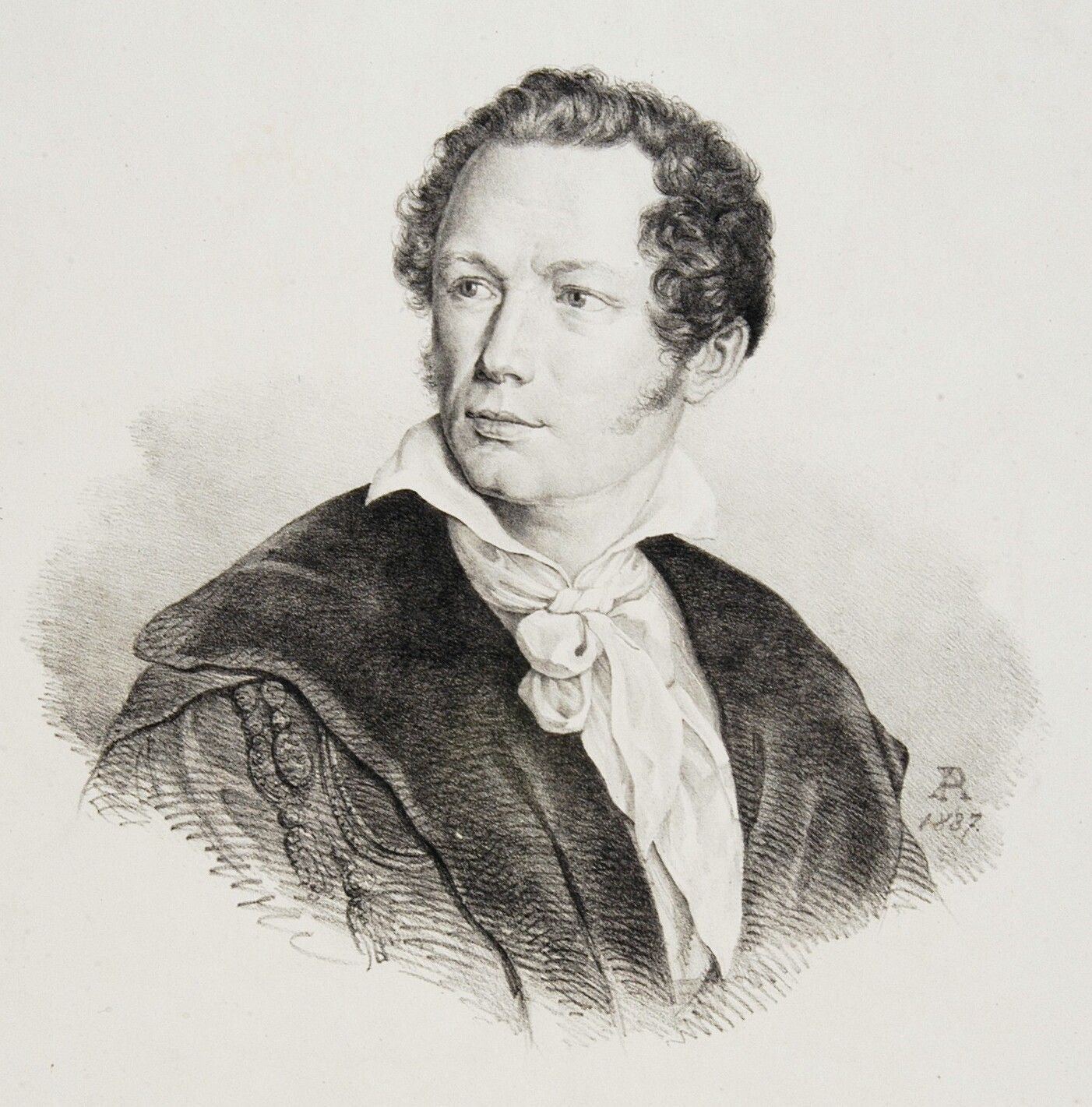
Fryderyk Skarbek, criador da prisão.